# Apitua delicatula
Apitua delicatula é uma espécie de gastrópode do gênero Apitua, pertencente a família Mangeliidae.